# Caladenia brachyscapa
Caladenia brachyscapa är en orkidéart som beskrevs av Geoffrey William Carr. Caladenia brachyscapa ingår i släktet Caladenia och familjen orkidéer. Inga underarter finns listade i Catalogue of Life.